# 有馬自由
有馬 自由（ありま じゆう、1963年9月20日 - ）は、日本の俳優。劇団扉座、krei株式会社所属。

## 来歴
1988年　京都府立大学文学部社会福祉学科卒業。
1988年　劇団善人会議（現・扉座）入団。
1995年　福島三郎作品を上演するプロデュース形式ユニット「企画はじめ(泪目銀座)」の旗揚げに参加。
1996年　同じ扉座の劇団員である六角精児の「六角精児バンド」にパーカッション担当として結成時から参加。
2011年　細見大輔・有川マコト・瓜生和成とのユニット「ナ・ポリプロピレン」を結成。

## 出演
劇団公演のほかにも、外部で出演を多数こなしている。

### 舞台
善人会議 (1988年入団〜1993年)
劇団扉座 (1993年〜)
- 『新羅生門』 (1988年、1989年)　- 桃太郎 役　※初舞台
- 『ヨークシャーたちの空飛ぶ会議』 (1989年)　- カツヤ 役
- 『ジプシー 〜千の輪の切り株の上の物語〜』 (1989年)　- シゲル 役
- 『フォーティンブラス』 - フォーティンブラス／武年 役 (1990年) 、 父の亡霊／岸川和春 役 (2001年)
- 『まほうつかいのでし』 (1990年)　- 田山ツトム 役
- 『愚者には見えないラ・マンチャの王様の裸』 (1991年、1993年、2000年)　- 道化 役
- 『アインシュタインの子供たち』 (1994年)
- 『ドラキュラ白書』 (1997年)　- カジモト 役
- 『ホテル・カリフォルニア』 (1997年、1999年、2021年)　- 横山健一 役
- 『無邪鬼』 (1998年、2000年)　- 安井 役
- 『アゲイン -怪人二十面相の優しい夜-』 - 蛭田 役 (1999年) 、 木下昌一 役 (2001年、2003年)
- リーディング公演『夜曲』 (2000年)
- リーディング公演『怪談・贋皿屋敷』 (2000年)　- 播磨 役
- リーディング公演『ジプシー 千の輪の切り株の上の物語』 (2000年)
- リーディング公演『きらら浮世伝』 (2000年)
- 『ハムレット』 (2001年)　- 旅役者1 役
- 『TSUTOMU』 (2001年)　- 奥寺 役
- 『いちご畑よ永遠に』 (2002年)
- 『きらら浮世伝』 (2003年)　- 大田南畝 役
- 『夜曲 〜放火魔ツトムの優しい夜〜』 (2003年)
- 『新浄瑠璃 百鬼丸 〜手塚治虫「どろろ」より〜』 (2004年、2009年)　- 醍醐景光 役
- 『アトムへの伝言』 (2005年、2011年)　- 人見茂博士 役
- 『ユタカの月』 (2006年)　- 新井 役
- 『ご長寿ねばねばランド』 (2006年)　- 鈴木富夫 役
- 『LOVE LOVE LOVE R36』 (2007年)
- 『人生のクライマックス』 (2008年)　- 岡田琢郎 役
- 『サツキマスの物語』 (2009年)　- 昇平 役
- 『新浄瑠璃 朝右衛門』 (2010年)　- 井上重嗣 役
- 『人情噺「紺屋高尾」』 (2011年)　- 長谷川靴店店主 安善 役
- 『つか版 忠臣蔵 〜スカイツリー篇〜/〜厚木あゆコロ篇〜』 (2012年)　- 大高源吾 役
- 『人情噺 端敵★天下茶屋』 (2012年)　- 大野段七 役
- 『ミュージカル「バイトショウ」』 (2013年)　- 団員アリジ／サミー 役
- 『いとしの儚 〜100Days Love〜』 (2015年)　- 妙海 役
- 『郵便屋さんちょっと2016』 (2016年)　- 不破 役
- 『歓喜の歌』 (2016年、2024年)　- 田所会長 役 [1]
- 『郵便屋さんちょっと2017 P.S. I Love You』 (2017年)　- 不破 役
- 『江戸のマハラジャ』 (2017年)　- 講釈師 二流斎泥酔 役
- 『無謀漫遊記 助さん格さんの俺たちに明日はない』 (2018年)　- 佐野米吉 役
- 『最後の伝令 菊谷栄物語 1937津軽〜浅草』 (2019年、2022年)　- 菊谷栄 役
- 10knocks『夜曲 〜放火魔ツトムの優しい夜〜』 (2020年)　- 虎清 役
- 10knocks『フォーティンブラス』 (2020年) 　- 父の亡霊／岸川和春 役
- 10knocks『ジプシー 〜千の輪の切り株の上の物語〜』 (2020年)　- タケマツ 役
- 10knocks『きらら浮世伝』 (2020年)　- 大田南畝 役
- 10knocks『いとしの儚 〜100Days Love〜』 (2020年)　- ト書き 役
- 10knocks『愚者には見えないラ・マンチャの王様の裸』 (2020年)　- 道化 役
- 10knocks『歓喜の歌』 (2020年)　- 田所会長 役
- 『解体青茶婆』 (2021年)　- 杉田玄白 役
- 『扉座版 二代目はクリスチャン -ALL YOU NEED IS PASSION-』 (2021年)　- 磯村兵吉 役
- 『神遊(こころがよい) -馬琴と崋山-』 (2022年)　- 画商 和泉屋虎吉 役
- 『Kappa 〜中島敦の「わが西遊記」より〜』 (2023年)　- 河童=沙悟浄 役
- 『扉座版 二代目はクリスチャン -ALL YOU NEED IS PASSION 2023-』 (2023年)　- 磯村兵吉 役
- 『北斎ばあさん -珍道中・神奈川沖浪裏-』（2025年）　- 浪越屋文蔵=南沢等明 役 [2]

客演
- 『橋ものがたり』 (1991年、新劇団協議会)
- 『さらば愛しき女よ』 (1993年、オーツーコーポレーション)
- 『パパ、I LOVE YOU！』 (1994年、加藤健一事務所)
- 『夜曲』 (1996年、ひょうご舞台芸術)　- ケン 役
- 『東京原子核クラブ』（1997年） - 友田晋一郎 役
- 『飛龍伝 -今蘇る、青春の魂-』 (1997年、オーツーコーポレーション)
- 『プレリュード・トゥ・ア・キス』 (1998年、加藤健一事務所)　- テイラー 役
- 『かくて新年は』 (1999年)　- 皎 役
- 『煙が目にしみる』 (2002年、2005年、加藤健一事務所)　- 牧慎一郎 役
- 『東京ウエポン 〜真夏の決闘〜』 (2002年、椿組)
- 『〜耳から至福〜 ホンヨミ！ VOL.1』 (2002年、2004年)
- 『セロテープ ボンド セメダイン』 (2004年、クレネリZEROFACTORY)
- 『おひっこし』 (2004年、球団Z'sプロデュース)
- 『乙女の国』 (2005年、クレネリZEROFACTORY)　日替わりゲスト
- 『ヒーロー 〜Man of the Moment〜』 (2005年、加藤健一事務所)　- ケニー・コリンズ 役
- 『なみだくじ』 (2005年、クレネリZEROFACTORY)　- 大地 役
- 『純粋人 〜Juliet〜』 (2006年、レモンライブ)　- シェイクスピア 役
- 『FLOWERS』 (2007年、演劇ユニット経済とH)
- 『棄憶 〜kioku〜』 (2007年、G-UP)　- 里中恭輔 役
- 音楽劇『ぼんち』 (2008年)　- 亀蔵／岸田 役
- 『シングルベッド』 (2008年、レモンライブ)　- よもぎだ 役
- 『ソラヲカゾエル』 (2008年、G-up sideB session、出演&演出)　- 倉科輝久 役
- 『GOD NO NAME』 (2009年、タカハ劇団)　- 叉木雅義 役
- 『探偵(哀しきチェイサー)』 (2009年、2011年)　- 中川監察官 役
- 『太陽の陽』 (2009年、G-UP)　- 岡本靖史 役
- 『モロトフカクテル』 (2009年、タカハ劇団)　- 吉田タイジロウ 役
- 『Birthday!』 (2009年、G-up sideB session、出演&演出)　- 轟匠 役
- 『Bye Bye Blackbird』（2010年、演劇集団キャラメルボックス） - 安西亮一 役
- 『猿』 (2010年、G-UP)　- 泉 役
- 『second kiss』 (2010年、映像出演&演出)
- 『ジョアンナ』 (2010年)　- イアン・ボッス大司教 役
- 『サンタクロースの作り方』 (2010年、G-up sideB session、出演&演出)　- 朝比奈 役
- 『にわか雨、ときたま雨宿り』 (2012年)
- 『シュペリオール・ドーナツ』（2012年、加藤健一事務所）　- マックス・タラソフ 役
- 『世界を終えるための、会議』 (2013年、タカハ劇団)　- 扇田誠人 役
- 『探偵 〜哀しきチェイサー2 雨だれの挽歌』 (2013年)　- 中川監察官 役
- けんかとにおい (2014年、劇団ジュークスペース)　- 拓海 役 (日替わりゲスト)
- 音楽劇『悪名』 (2014年)　- 緒方 役
- 『帰還の虹』 (2014年、タカハ劇団)　- 近藤逸治郎 役
- 『日々是闘笑！広目屋日記』 (2014年)
- 『おもてなし』 (2014年、玉造小劇店)　- 藤原京太郎 役
- 舞台『東京喰種 トーキョーグール』（2015年） - 真戸呉緒 役
- 『小さなお茶会。』（2015年、空想組曲） - 星場マスター 役
- 音楽劇『悪名 〜The Badboys Return!』 (2016年)　- 緒方 役
- 『TOU -JYUKAI-DEN-□』 (2017年)　- 駱駝 役
- 音楽劇『大悪名 〜The Badboys Last Stand〜』 (2017年)　- オニワカ／緒方 役
- 『瘡蓋の底』 (2017年、タカハ劇団)　- 男1 役
- 『おかえりのないまち。色のない』 (2018年、キ上の空論)　- 藤堂シュウスケ 役
- 『吐く』 (2018年、aibook)　- 今藤京介 役
- 『エダニク』 (2018年、ハイリンド)　- 玄田 役
- 『お正月』 (2019年、玉造小劇店)　- 鈴木慎太郎／鈴木和幸 役
- 『かくも碧き海、風のように」 (2019年、椿組)　- サーチン／アキレタぼうや川田 役
- 『芸術家入門の件』 (2019年、ブルドッキングヘッドロック)　- 芸術家／真島／頭の職人 役
- はんなり☆夏語り 〜令〜『居留地の女』 (2019年)　- 浦松孝吉 役
- 『恋愛戯曲』 (2019年、S企画)　- 寺田俊司 役
- 舞台『魔法使いの嫁』（2019年、声の出演） - ネヴィン 役
- 『脳ミソぐちゃぐちゃの、あわわわわーで、褐色の汁が垂れる。』 (2020年、キ上の空論)　- キンジョウタカシ 役
- 舞台『魔法使いの嫁 老いた竜と猫の国』（2020年、声の出演） - ネヴィン 役
- ミュージカル『刀剣乱舞』 -東京心覚- (2021年)　- 太田道灌 役
- 『あいついつまでもやってる』 (2022年、劇団トローチ)　- 猿渡誠一郎 役
- 『ママはダンシング・クイーン』 (2022年、リブレプロデュース)　- カルロス 役
- グッドディスタンス -風吹く街の短篇集 第六章- 『犬も食わない』 (2022年)　- コーイチ 役
- 『インディヴィジュアル・ライセンス』 (2022年、24/7lavo)　- 大沢宏作／教習所上司／医師 役
- 韓国戯曲朗読まつり 第一弾 風刺コメディ オ・セヒョク特集『地上最後の冗談』 (2022年、SORIFA)　- キピョン 役
- 『熱く、沼る』 (2023年、劇団トローチ)　- 徳岡京太郎 役
- 『ヒトラーを画家にする話』 (2023年、タカハ劇団)　- ワシリー・シュナイダー 役
- 『トンカツロック』（2024年）- 山田孝造 役 [3]
- 『地上最後の冗談』（2025年、銀プロ）　- キピョン 役 [4]
- 『奇術師たちと二つの迷宮【眠り姫編】【隠れ姫編】』（2025年）　- ムッシュ古河 役 [5]
- 『なんかの味』 (2025年、ムシラセ)　- 平川秋平 役

企画はじめ(泪目銀座)
- 『Omotenashi』 (1995年)
- 『The 荒木さん家 SHOW!』 (1997年)
- 『春まるだし』 (1998年)
- 『サニー・コースト・セレナーデ 〜美鼻島小学校ビッグバンドの復活〜』 (1999年)　- 大西義紀 役

ナ・ポリプロピレン
- 『ブレーメン』（2011年） - 金子半之助 役
- 『ブレーメンの怪人』（2012年） - 金子半之助 役
- 『ナツメ』（2013年） - ナツメ／井坂 役 (日替わりゲスト)
- 『さよならブレーメン』（2015年） - 金子半之助 役
- 『昭和ブレーメン』（2016年） - 金子半之助 役
- 『アックーノの逆襲』 (2017年)　- シモさん 役
- 『色は匂へど散りぬるを ジョリージョリーに花は咲く 乙女の姿しばしとどめむ』 (2018年)　- カゲオ 役

### TV
- 売春捜査官（1990年、TBS）
- 十時半睡事件帖 第13話「閉門志願」（1994年、NHK） - 南里彦四郎 役
- 水曜シリーズドラマ 「家へおいでよ」 (1996年、NHK） - 教師 役
- 菜の花の沖（2000年、NHK、主演：竹中直人） - 平蔵 役
- 少年タイヤ　第2弾「ジプシー」（2001年、フジテレビ） - タケマツ 役
- NHK大河ドラマ
  - 徳川慶喜（1998年）
  - 風林火山（2007年） - 葛笠太吉 役
  - 麒麟がくる 第15話（2020年） - 斯波義統 役
- プレミアムドラマ 「小暮写眞館」 (2013年、NHK）
- ドラマミステリーズ 〜カリスマ書店員が選ぶ珠玉の一冊〜 「妻の女友達」（2017年、フジテレビ）
- 日曜劇場 「ごめん、愛してる」第5話、第6話 (2017年、TBS）
- 世にも奇妙な物語'18 春の特別編 「城後波駅」前篇（2018年、フジテレビ） - 武田 役

ほか

### TVCM
- NTT東日本 「レタス篇」
- 「さくらや」
- JDL「文作くん」
- 花王「バブ」
- ハドソン「ボンバーマン」
- ヱビスビール「琥珀エビス・琥珀色の京都篇」
- TOYOTA「アルファード」
- ポリグリップ 「おもいっきり食べよう篇」
- TOYOTA「TNGA STORY」sound篇

ほか

### 映画
- 「きらきらひかる」（1992年、主演：薬師丸ひろ子、豊川悦司、筒井道隆）
- 「アゲイン　28年目の甲子園」（2014年、主演：中井貴一）
- 「ある役者達の風景」（2022年、主演：大谷亮介、中西良太、草野とおる） 六角精児バンドとして参加

### ラジオドラマ
- 「冬の終わりのゴキブリの…」（2003年、NHK-FM・FMシアター）
- 「家電の極意」 第4回（2011年、NHK-FM・青春アドベンチャー）
- 「2233歳」（2013年、NHK-FM・FMシアター）
- 「雨にもまけず粗茶一服」（2016年、NHK-FM・青春アドベンチャー）
- 「山のあなたに住むものは」（2021年、NHK-FM・FMシアター）

ほか

## 演出
- 『ソラヲカゾエル』 (2008年、G-up sideB session、演出&出演)
- 『Birthday!』 (2009年、G-up sideB session、演出&出演)
- 『second kiss』 (2010年、演出&映像出演)
- 『サンタクロースの作り方』 (2010年、G-up sideB session、演出&出演)
- 『瞼のハハハ』 (2011年、座☆ⅡE)
- 『二番目な味』 (2012年、座☆ⅡE)
- 『歌う街』 (2013年、座☆ⅡE)
- ハイリンド番外公演『人の気も知らないで』 (2016年、iaku)
- 『令和元年 戯作 新姥捨山考』 (2019年、座☆ⅡE)
- 『二番目の味』 (2024年、座☆ⅡE)
- 『水星とレトログラード』 (2025年、劇団道学先生)